# Diakonessenhuis (Paramaribo)
Het Diakonessenhuis is een Surinaams ziekenhuis in Paramaribo. Het werd in 1962 geopend.

## Bouw
Het Diakonessenhuis in Paramaribo is ontworpen door de architect Peter Nagel. De bouw startte in het najaar van 1960 en de opening volgde op 30 november 1962.

## Hospice
Op het terrein bevindt zich sinds circa december 2016 het Hospice De Horizon waar palliatieve zorg wordt verleend aan mensen die in hun laatste levensfase zijn. Deze zorg werd in 2019 door Assuria opgenomen in de zorgverzekering.